# Kanton Bédarieux
Der bis 2015 bestehende Wahlkreis Kanton Bédarieux lag im Département Hérault und im Arrondissement Béziers. Er hatte 10.000 Einwohner (Stand 1. Januar 2012).

## Gemeinden
Der Kanton umfasste neun Gemeinden:
| Gemeinde                 | Einwohner Jahr | Fläche km² | Bevölkerungsdichte | Code INSEE | Postleitzahl |
| ------------------------ | -------------- | ---------- | ------------------ | ---------- | ------------ |
| Bédarieux                | 6241 (2013)    | –          | – Einw./km²        | 34028      | 34600        |
| Camplong                 | 240 (2013)     | –          | – Einw./km²        | 34049      | 34260        |
| Carlencas-et-Levas       | 127 (2013)     | –          | – Einw./km²        | 34053      | 34600        |
| Faugères                 | 520 (2013)     | –          | – Einw./km²        | 34096      | 34600        |
| Graissessac              | 698 (2013)     | –          | – Einw./km²        | 34117      | 34260        |
| Pézènes-les-Mines        | 247 (2013)     | –          | – Einw./km²        | 34200      | 34600        |
| Le Pradal                | 294 (2013)     | –          | – Einw./km²        | 34216      | 34600        |
| Saint-Étienne-Estréchoux | 271 (2013)     | –          | – Einw./km²        | 34252      | 34260        |
| La Tour-sur-Orb          | 1273 (2013)    | –          | – Einw./km²        | 34312      | 34260        |